# Wasilij Miacz
Wasilij Pawłowicz Miacz, ros. Василий Павлович Мяч (ur. 23 kwietnia 1893 r. w Anapie, zm. 13 grudnia 1966 r. w Los Angeles) – rosyjski wojskowy, wojskowy Rosyjskiego Korpusu Ochronnego, emigracyjny działacz kombatancki.
W 1914 r. ukończył szkołę wojskową w Czugujewie. Brał udział w I wojnie światowej. Służył w stopniu porucznika w 237 Pułku Piechoty. W listopadzie 1917 r. wstąpił do nowo formowanych wojsk Białych. Służył w oddziale gen. Aleksandra P. Kutiepowa. Uczestniczył w 1 Marszu Kubańskim. Dowodził plutonem w 6 Kompanii Pułku Korniłowskiego, a następnie 1 Kubańskim Dywizjonie Konnym. Następnie jako dowódca sotni 2 Mieszanego Kubańskiego Pułku Kozackiego uczestniczył w 2 Marszu Kubańskim. Na pocz. 1920 r. pełnił funkcję adiutanta gen. Wiktora L. Pokrowskiego. W sierpniu 1920 r. wyjechał z Krymu do Bułgarii. W 1922 r. przeniósł się do Królestwa SHS. Po zajęciu Jugosławii przez wojska niemieckie w kwietniu 1941 r., wstąpił do nowo formowanego Rosyjskiego Korpusu Ochronnego. Po zakończeniu wojny wyemigrował do USA. W Los Angeles przewodniczył Związkowi Pierwopochodników. Był też założycielem i redaktorem naczelnym pisma „Wiestnik pierwochodnika”.